# 持続可能性に寄与するキラルノット超物質拠点
持続可能性に寄与するキラルノット超物質拠点（じぞくかのうせいにきよするキラルノットちょうぶっしつきょてん、英称：International Institute for Sustainability with Knotted Chiral Meta Matter、略称：SKCM2、略称読み方：エス・ケー・シー・エム・スクエア）は、磁場や分子配列場などにおける結び目構造を構成要素として、未だに自然界に存在しない性質や新しい形を持つ人工物を創出する研究を行う研究機関。

数学、物理学、化学、生物学、材料科学など複数の分野を融合した研究を行う。ホスト機関は広島大学。

## 沿革
2022年10月13日、文部科学省の世界トップレベル研究拠点プログラム（WPI）の採択を受け、WPI拠点「持続可能性に寄与するキラルノット超物質拠点」として発足した。事業開始から10年間は、国から年間7億円の支援を受けることになっている。拠点長は、物理学者のIvan I. Smalyukh。

## 組織
ホスト機関長
- 越智光夫（広島大学学長）

拠点長
- Ivan I. Smalyukh（広島大学、コロラド大学ボルダー校）

副拠点長
- 井上克也（広島大学）
- 薮田ひかる（広島大学）
- 小鳥居祐香（広島大学）

主任研究者
- 井上克也（広島大学）
- 楯真一（広島大学）
- 灰野岳晴（広島大学）
- 志垣賢太（広島大学）
- Andrey Leonov（広島大学）
- 黒田健太（広島大学）
- 薮田ひかる（広島大学）
- 小鳥居祐香（広島大学）
- 佐藤弘志（理化学研究所）
- Tamás Kálmán（東京工業大学）
- 佐々木千尋（ヴロツワフ大学）
- Shang-Te Danny Hsu（中央研究院）
- Claire Donnelly（マックス・プランク研究所）
- Bohdan Senyuk（コロラド大学ボルダー校）
- Marjolein Dijkstra（ユトレヒト大学）
- Silvia Vignolini（ケンブリッジ大学）
- Elisabetta Matsumoto（ジョージア工科大学）
- Jörn Dunkel（マサチューセッツ工科大学）

副主任研究者
- 寺垣内政一（広島大学）
- 古宇田悠哉（広島大学）
- 木村昭夫（広島大学）
- 野崎雄太（広島大学）
- 安倍学（広島大学）
- 新田宗土（慶應義塾大学）
- Mykola Tasinkevych（ノッティンガム・トレント大学）
- Yair Shokef（テルアビブ大学）

事務部門長
- 楯真一（広島大学）

## 所在地
広島大学東広島キャンパス